# Wolfgang Graf Yorck von Wartenburg

Wolfgang Yorck von Wartenburg

Hans Ludwig David Viktor Wolfgang „Wolf“ Graf Yorck von Wartenburg (* 9. September 1899 in Schleibitz; † 12. September 1944 bei Bonnal, Doubs, Frankreich) war ein deutscher Politiker (NSDAP).

## Leben
Wolfgang Graf Yorck von Wartenburg stammte aus dem alten preußischen Adelsgeschlecht der Yorck von Wartenburg. Er war der älteste von drei Söhnen von Hans Ludwig David Hasso Graf Yorck von Wartenburg (1863–1916) und dessen Gattin Berta, geborene Gräfin von Bassewitz (1874–1951). Der ältere Bruder seines Vaters war Heinrich Yorck von Wartenburg, zu dessen Söhnen u. a. der 1944 hingerichtete Peter Graf Yorck von Wartenburg gehörte, der somit ein Cousin von Wolfgang Yorck von Wartenburg war.
Nachdem er 1917 das Kriegsabitur an einem Gymnasium in Liegnitz abgelegt hatte, nahm Yorck von Wartenburg von Sommer 1917 bis Herbst 1918 mit dem Leib-Kürassier-Regiment „Großer Kurfürst“ (Schlesisches) Nr. 1 am Ersten Weltkrieg teil. Nach Kriegsende wurde er als Leutnant verabschiedet. Anschließend studierte er Landwirtschaft und Rechtswissenschaften in München, Königsberg und Berlin.
Am 3. Oktober 1923 heiratete er Anna von Sivers (* 1903), eine Tochter des August von Sivers auf Popraggen und Raiskum und der Clara Gohs. Aus der Ehe gingen fünf Kinder hervor: Berta Clara Sigrid (1924–1972), Hasso (* 1926), Erika Catharina (* 1927), Claus-Peter (* 1930) und Wolf-Dieter (* 1935). Mit seiner Ehefrau war der Graf Mitglied der Deutschen Adelsgenossenschaft.
Am 1. Juli 1930 trat Yorck von Wartenburg in die NSDAP ein (Mitgliedsnummer 269.306), in der er zunächst das Amt eines Kreisleiters in Oels übernahm und auch als SA-Führer galt. Später wurde er Hauptabteilungsleiter für Ostfragen beim Gau Schlesien. Nach der nationalsozialistischen „Machtergreifung“ im Frühjahr 1933 wurde Yorck von Wartenburg Landesgruppenführer des Bundes Deutscher Osten in Schlesien. Hinzu kamen öffentliche Ämter als Kreistagsabgeordneter für Oels, als Provinziallandtagsabgeordneter für Niederschlesien sowie – von November 1933 bis März 1936 – als Reichstagsabgeordneter für den Wahlkreis 9 (Oppeln). Bei der Reichstagswahl am 29. März 1936 kandidierte er erneut für ein Mandat auf dem NSDAP-Wahlvorschlag unter Nummer 1005, erhielt jedoch kein Mandat mehr. Er war aber Vertreter von AO-Gauleiter Bohle im Volksdeutschen Rat.
1937 umfassten seine landwirtschaftlichen Begüterungen, ein alter Fideikommiss, in seltenerer Form der Sekundogenitur, seit 1818 in Familienhand, insgesamt drei Güter: Schleibitz mit 347 ha, Dörndorf (inklusive Vorwerk Peterhof) mit 388 ha, Pühlau mit 416 ha. Den Gutsbetrieb leiteten Inspektoren. Das Schleibnitzer Familienfideikommiss wurde am 1. Juli 1938 aufgelöst und zum Allodgut, zum freien Eigentum des Besitzers.
Yorck von Wartenburg starb 1944 als Angehöriger der Wehrmacht im Rang eines Majors bei Kampfhandlungen in Frankreich.